# رابرت سی. جونز
رابرت سی. جونز (انگلیسی: Robert C. Jones؛ زادهٔ ۳۰ مارس ۱۹۳۷ – درگذشته ۲ فوریهٔ ۲۰۲۱) فیلم‌نامه‌نویس، و تدوین‌گر اهل ایالات متحده آمریکا بود.
وی همچنین برنده جوایزی همچون جایزه اسکار بهترین فیلم‌نامه غیراقتباسی در سال ۱۹۷۸ برای فیلم بازگشت به وطن شده بود.
جونز در دوم فوریهٔ ۲۰۲۱ و در سن ۸۴ سالگی بر اثر کهولت سن درگذشت.

## فیلم‌شناسی

### نویسنده
- حضور (هال اشبی - ۱۹۷۹)
- بازگشت به وطن (هال اشبی - ۱۹۷۸)

### تدوین‌گر
- Unconditional Love (پی. جی. هوگان-۲۰۰۲)
- دیوانه در آلاباما (آنتونیو باندراس-۱۹۹۹)
- بول‌ورث (وارن بیتی-۱۹۹۸)
- تالار شهر (هارولد بکر-۱۹۹۶)
- رابطه عاشقانه (Glenn Gordon Caron-۱۹۹۴)
- بیب (آرتور هیلر-۱۹۹۲)
- فراتر از قانون (Larry Ferguson-۱۹۹۲)
- Married to It (آرتور هیلر-۱۹۹۱)
- روزهای تندر (تونی اسکات-۱۹۹۰)
- شر نبین، شر نشنو (آرتور هیلر-۱۹۸۹)
- دو بار در یک عمر (باد یورکین-۱۹۸۵)
- نگاهی به بیرون (هال اشبی-۱۹۸۲)
- بهشت می‌تواند صبر کند (وارن بیتی و باک هنری-۱۹۷۸)
- در راه افتخار (هال اشبی-۱۹۷۶). نامزد جایزه اسکار بهترین تدوین.
- شامپو (هال اشبی-۱۹۷۵)
- دنیای دیوانه جولیوس ورودر (۱۹۷۴)
- آخرین مأموریت (هال اشبی-۱۹۷۳)
- مردی از لا مانتا (آرتور هیلر-۱۹۷۲)
- The New Centurions (ریچارد فلایشر-۱۹۷۲)
- سیسکو پیک (Bill L. Norton-1972)
- داستان عشق (آرتور هیلر-۱۹۷۰)
- واگنت را رنگ کن (جاشوا لوگن-۱۹۶۹)
- I Love You, Alice B. Toklas (Hy Averback-1968)
- حدس بزن چه کسی برای شام می‌آید (استنلی کریمر-۱۹۶۷). نامزد جایزه اسکار بهترین تدوین.
- The Tiger Makes Out (آرتور هیلر-۱۹۶۷)
- توبروک (آرتور هیلر-۱۹۶۷)
- Don't Worry, We'll Think of a Title (هارمون جونز-۱۹۶۶)
- The Trouble with Angels (آیدا لوپینو-۱۹۶۶)
- کشتی احمق‌ها (استنلی کرامر-۱۹۶۵)
- دعوت از یک تیرانداز (Richard Wilson-۱۹۶۴)
- دنیای دیوانه، دیوانه، دیوانه، دیوانه (Stanley Kramer-1963). Nominated for Best Editing Oscar and for ACE Eddie.
- A Child Is Waiting (جان کاساوتیس-۱۹۶۳)